# Euphorbia dimorphocaulon
Euphorbia dimorphocaulon P.H.Davis es una especie fanerógama perteneciente a la familia de las euforbiáceas. Es endémica de Turquía e Islas del Egeo.

## Descripción
Es una planta perenne suculenta sin espinos.

## Taxonomía
Euphorbia dimorphocaulon fue descrita por Peter Hadland Davis y publicado en Phyton (Horn) 1: 196. 1949.
Etimología
Euphorbia: nombre genérico que deriva del médico griego del rey Juba II de Mauritania (52 a 50 a. C. - 23), Euphorbus, en su honor – o en alusión a su gran vientre –  ya que usaba médicamente Euphorbia resinifera. En 1753 Carlos Linneo asignó el nombre a todo el género.
dimorphocaulon: epíteto latino que significa "con dos formas de tallo".
Sinonimia
- Tithymalus dimorphocaulon (P.H.Davis) Soják (1972).[4][5]